# Читинска област
Читинска област е бивш субект на Руската федерация.
Областта е създадена на 26 септември 1937 г.
На 1 март 2008 г. Читинска област и Агински бурятски автономен окръг се обединяват в нова административна единица – Забайкалски край.